# 1. Fußballclub Heidenheim 1846
1. FC Heidenheim é uma agremiação esportiva alemã, fundada em 1972, sediada em Heidenheim no estado de Baden-Württemberg. Atualmente disputa a Bundesliga.

## História
O clube atual foi formado em 2007 através da separação da secção de futebol da Associação Heidenheimer Sportbund, um grande clube desportivo que tem 5.800 membros divididos em 27 departamentos. A independência do departamento de futebol lhe permite operar sob normas econômicas mais rigorosas definidas para os clubes profissionais, que são membros da Associação Alemã de Futebol (Deutscher Fußball-Bund ou Associação Alemã de Futebol).
O Heidenheimer SB, por sua vez, foi fundado a partir da fusão, em 1972, de TSB Heidenheim e Heidenheim VfL. As origens remontam a 14 de agosto de 1846, data de criação da ginástica do Turngemeinde Heidenheim, fechado em 1852, mas reconstituído sob o mesmo nome em 1861. O clube foi rebatizado Turnverein Heidenheim, em 1872.
Um departamento de futebol foi criado no âmbito da associação a 8 de julho de 1911 e se tornou independente conhecido como VfR 1911 Heidenheim, a 21 de agosto de 1922. O clube de natação Schwimmverein 04 Heidenheim juntou com o VfR, em 1936, para formar o VfL Heidenheim 04. 
Em 1949, após a Segunda Guerra Mundial, os dois clubes seguiram caminhos separados, os nadadores com o seu nome original, e os jogadores de futebol como VfL Heidenheim 1911.
Nesse ínterim, o TV 1846 Heidenheim foi fundido, a 13 de julho de 1935, com o SpVgg Heidenheim e, depois a 3 de abril de 1937 juntou-se com o Sportverein 1900 Heidenheim, que era conhecido como Athletenklub Hellenstein, até 1920, para se tornar TSV 1846 Heidenheim. Depois da guerra, o TSV foi unido com o Turnerbund Heidenheim 1902, cuja origem é a de ser uma agremiação dos trabalhadores.  O TB foi criado a 21 de dezembro de 1902 e foi renomeado Turnerbund Heidenheim a 6 de agosto de 1904. Este também viria a se fundir com o Arbeiterturnverein 1904 Heidenheim a 8 de março de 1919. Como os clubes de trabalhadores, o TB foi considerado como politicamente não confiável pelo regime nazista e foi dissolvido em 1933. Viria a ser restabelecido após a guerra e, em 3 de fevereiro de 1946, juntou-se ao TSV 1846 Heidenheim para formar o TSB 1846 Heidenheim.
A 27 de maio de 1972 ocorreu a fusão fusão de TSB e VfL, à qual juntou todos os liames, retornando os futebolistas à agremiação do clube de ginástica original. O Heidenheimer SB e seu predecessor VfL Heidenheim atuaram na Württemberg Amateurliga (III) entre as temporadas de 1963-1975 e novamente entre 1976-1979. O sucesso em nível regional levou à participação da equipe na rodada de abertura da DFB-Pokal (Copa da Alemanha) em 1975, 1978 e 1980.
O clube se recuperou de alguns descensos e, em 2004, avançou para a Oberliga Baden-Württemberg. Uma temporada de sucesso adveio, em 2008, ocasião em que foi promovido à Regionalliga Süd. Simultaneamente, ao ganhar o campeonato de Württemberg, foi autorizado a participar na primeira rodada da DFB-Pokal na temporada seguinte, na qual perdeu por 3 a 0 para o VfL Wolfsburg. 
Em 2009, o Heidenheim terminou em primeiro na Regionalliga Süd e foi promovido para a 3. Liga. Em julho de 2007 acolheu o time inglês Birmingham City em seu estádio para um amistoso, vencendo-o por 1 a 0.
Em 2023, a equipe conseguiu o acesso a Bundesliga pela primeira vez em sua história. Na última rodada a equipe terminou em primeiro lugar e sendo campeão da 2. Bundesliga de 2022–23.
Em 2024, o Heidenheim terminou em oitavo lugar na Bundesliga de 2023–24 e conquistando vaga na Liga Conferência, disputando uma competição continental pela primeira vez em sua história. 
Em 2025, estreando em competições continentais, acabou chegando à fase de Play-offs para as Oitavas-de-final da Liga Conferência, sendo eliminado pelo FC Copenhague por 4 a 3 em placar agregado. 

## Elenco atual
Atualizado em 28 de julho de 2025.
Legenda
- : Capitão

## Uniformes

### 1º Uniforme
| 2020–2021 | 2019–2020 | 2018–2019 | 2017–2018 | 2016–2017 | 2015–2016 | 2014–2015 | 2013–2014 | 2012–2013 | 2011–2012 |

### 2º Uniforme
| 2019–2020 | 2018–2019 | 2017–2018 | 2016–2017 | 2015–2016 | 2014–2015 | 2013–2014 | 2012–2013 | 2011–2012 |

### 3º Uniforme
| 2019–2020 | 2018–2019 | 2017–2018 | 2016–2017 | 2015–2016 | 2014–2015 |

## Títulos

### Liga
- 2. Bundesliga
  - Campeão: 2022–23
- Regionalliga Süd (IV) 
  - Campeão: 2009
- Oberliga Baden-Württemberg
  - Vice-campeão: 2006
- Verbandsliga Württemberg
  - Vice-campeão: (2) 2003, 2004

### Copas
- Württemberg Cup
  - Vencedor: (3) 1965†, 2008, 2011
  - Vice-campeão: (2) 1977‡, 2005‡
- ‡ Vencido pelo SB Heidenheim.
- † Vencido pelo VfL Heidenheim.

## Cronologia recente
A recente performance do clube nas últimas temporadas

### 1. FC Heidenheim
| Temporada | Divisão                    | Módulo | Posição |
| 1999–2000 | Verbandsliga Württemberg   | V      | 5°      |
| 2000–01   | Verbandsliga Württemberg   | V      | 10°     |
| 2001–02   | Verbandsliga Württemberg   | V      | 8°      |
| 2002–03   | Verbandsliga Württemberg   | V      | 2°      |
| 2003–04   | Verbandsliga Württemberg   | V      | 2° ↑    |
| 2004–05   | Oberliga Baden-Württemberg | IV     | 5°      |
| 2005–06   | Oberliga Baden-Württemberg | IV     | 2°      |
| 2006–07   | Oberliga Baden-Württemberg | IV     | 3°      |
| 2007–08   | Oberliga Baden-Württemberg | IV     | 4° ↑    |
| 2008–09   | Regionalliga Süd           | IV     | 1° ↑    |
| 2009–10   | 3° Liga                    | III    | 6°      |
| 2009–10   | 3° Liga                    | III    | 9°      |
| 2010–11   | 3° Liga                    | III    | 9°      |
| 2011–12   | 3° Liga                    | III    | 4°      |
| 2012–13   | 3° Liga                    | III    | 5°      |
| 2013–14   | 3° Liga                    | III    | 1°      |
| 2014–15   | 2.Bundesliga               | III    | 8°      |